# Харрис-Готье, Намасте
Намасте Харрис-Готье (фр. Namastee Harris-Gauthier, род. 28 августа 1994 года, Монреаль, Квебек, Канада) — канадская шорт-трекистка, серебряная призёр чемпионата мира 2016 года в эстафете.

## Спортивная карьера
Намасте Харрис-Готье встала на коньки в родном городе Монреале. Вначале она занималась хоккеем, но со временем конькобежный спорт стал её страстью. Шорт-треком стала заниматься в 1999 году в конькобежном клубе «CPV Монреаль — Сен-Мишель» в Квебеке. Впервые приняла участие на открытом чемпионате Канады в 2012 году и заняла там общее 11-е место. В том же году сломала лодыжку, перенесла две операции и восстанавливалась полгода.
В январе 2014 года выиграла чемпионат Канады среди юниоров в многоборье, в марте на юниорском чемпионате мира в Эрзуруме в составе эстафетной команды выиграла серебряную медаль, а в личном зачёте стала 13-й. В декабре впервые выступила на Кубке мира в Шанхае, а в феврале 2015 года на |зимней Универсиаде в Гранаде выиграла в составе женской команды эстафету.
В марте 2016 года Намасте стартовала на взрослом чемпионате мира в Сеуле и сразу выиграла серебро в эстафете вместе с Валери Мальте, Касандра Брадетт, Марианна Сен-Желе и Одри Фанёф. В сентябре на отборе к чемпионату мира заняла 7-е место и не попала в национальную команду, а на чемпионате Канады в 2017 году заняла 6-е место. В августе на очередном отборе вновь не пробилась в сборную, заняв только 8-е место. В 2018 году она завершила карьеру спортсменки, соревнуясь в национальной сборной 7 лет.

## Личная жизнь
Намасте Харрис-Готье училась в Университет Макгилла с 2015 по 2020 год на кафедре нейробиологии и биомедицинских наук и получила степень бакалавра медицинских наук. С июля 2020 года работает в Университетском институте психического здоровья Дугласа в качестве учёного-исследователя в городе Монреале в лаборатории по изучению молекулярных механизмов циркадных ритмов с помощью клеточных и биологических анализов. С сентября 2021 года также работает тренером в конькобежном клубе "CPV Монреаль - Сен-Мишель" в Квебеке.

## Внешние ссылки
- на сайте ISU
- Результаты на the-sports.org
- Профиль на facebook.com
- Биографические данные на shorttrackonline.info
- Профиль на speedskating.ca